# エキノコックス
エキノコックス（ラテン語：Echinococcus）は、扁形動物門条虫綱真性条虫亜綱円葉目テニア科エキノコックス属に属する条虫の総称である。食肉目動物（主にイヌ科やネコ科）を終宿主とする寄生虫であり、ヒトに感染した場合にはエキノコックス症を引き起こす。
日本列島では、人間によって持ち込まれたとされる北海道に多く生息しているほか、本州でも野犬などからしばしば検出され、2021年には愛知県知多半島にも定着したとの見解を国立感染症研究所が示している。

## 形態

E. granulosus の生活環
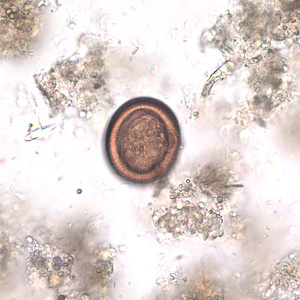
虫卵
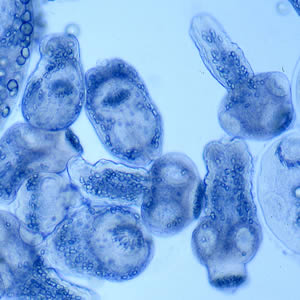
シスト中の原頭節

## 分類
かつて16種ほどが認識されていたが、20世紀後半になって以下4種に整理された
- 単包条虫 E. granulosus
- 多包条虫 E. multilocularis
- ヤマネコ包条虫 E. oligarthra
- フォーゲル包条虫 E. vogeli

その後、分子系統解析によって特に単包条虫の多様性が認識されるようになり、2017年で以下の9種が認識されている。
E. canadensis
終宿主はイヌ、中間宿主はブタ、ラクダ、シカなど。
E. equinus
終宿主はイヌ、中間宿主はウマなど。
E. felidis
終宿主はライオンやハイエナで、中間宿主は不明。
単包条虫 E. granulosus
終宿主はイヌ、中間宿主はヒツジなどの有蹄類。
多包条虫 E. multilocularis
終宿主はキツネ、中間宿主はハタネズミなど。
ヤマネコ包条虫 E. oligarthra
終宿主はネコ科動物、中間宿主はアグーチ。
E. ortleppi
終宿主はイヌ、中間宿主はウシ。
E. shiquicus
終宿主はチベットスナギツネ、中間宿主はナキウサギ
フォーゲル包条虫 E. vogeli
終宿主はヤブイヌ、中間宿主はパカ